# Professor Moriarty

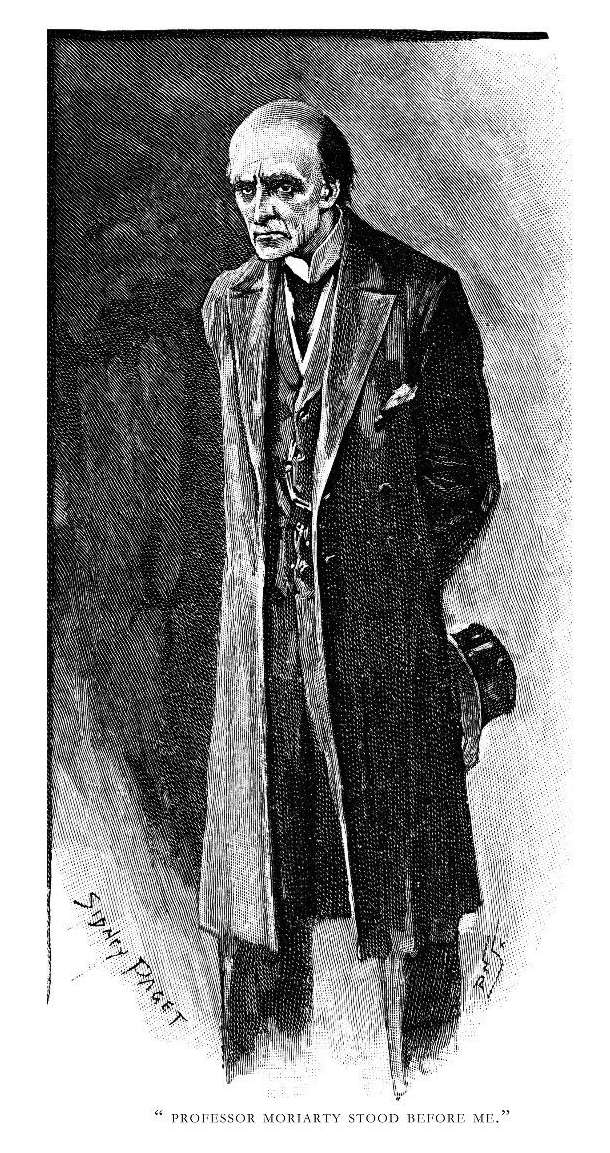
Professor Moriarty, Illustration von Sidney Paget

Professor James Moriarty (pɹəˈfɛsə d͡ʒe̯ɪmz mɒriɑːti, anhörenⓘ) ist eine fiktive Romanfigur, die in zwei Sherlock-Holmes-Geschichten von Sir Arthur Conan Doyle entscheidende Rollen spielt und in fünf anderen erwähnt wird. Moriarty wurde von Doyle als ein dem Detektiv ebenbürtiges kriminelles Genie erdacht. Holmes bezeichnet ihn als den „Napoleon des Verbrechens“.

## Moriarty und Sherlock Holmes
Moriarty tritt nur in der Erzählung The Final Problem (dt.: Das letzte Problem) und dem Roman The Valley of Fear (dt.: Das Tal der Angst) auf. Ursprünglich schuf Doyle die Figur Moriartys, um Sherlock Holmes in The Final Problem durch einen ebenbürtigen Gegenspieler zu Tode zu bringen, da der Schriftsteller die Detektiv-Serie beenden wollte.
Namentlich erwähnt wird Moriarty in den Geschichten: The Empty House (dt.: Das leere Haus), The Norwood Builder (dt.: Der Baumeister aus Norwood), The Missing Three-Quarter (dt.: Der verschollene Three-Quarter), The Illustrious Client (dt.: Der illustre Klient) und His Last Bow (dt.: Seine Abschiedsvorstellung).
Die Bezeichnung „Napoleon des Verbrechens“ (The Napoleon of Crime) geht möglicherweise auf den Scotland-Yard-Mitarbeiter Robert Anderson zurück, der den deutsch-amerikanischen Kriminellen Adam Worth als „the Napoleon of the criminal world“ beschrieb. Worth gilt als eines der Vorbilder für den Charakter Moriarty, eine Theorie, die vor allem in den USA favorisiert wird. Auch der Engländer Jonathan Wild, auf den Doyle seinen Sherlock Holmes in The Valley of Fear als Moriarty des 18. Jahrhunderts reflektieren lässt, und der in Doyles Geburtsstadt Edinburgh geradezu legendäre William Brodie, der eine Inspiration für Robert Louis Stevenson und dessen Meisterwerk The Strange Case of Dr. Jekyll and Mr. Hyde (dt. Der seltsame Fall des Dr. Jekyll und Mr. Hyde) war, gelten als reale Vorlagen für das kriminelle Meisterhirn hinter der bürgerlichen Fassade. Sidney Paget griff als Modell für seine Illustrationen zu The Final Problem offensichtlich auf keinen Geringeren als den römisch-katholischen Erzbischof von Westminster, Henry Edward Manning, und dessen 1882 entstandenes Porträt von George Frederic Watts zurück.

## Fiktive Biografie
Professor James Moriarty, einer von drei Brüdern (die anderen sind Colonel James Moriarty und ein Stationsvorsteher in Westengland), stammt aus gutem Hause. Bereits in seiner Kindheit zeigte er sein außergewöhnliches mathematisches Talent, verfasste 21-jährig eine aufsehenerregende Abhandlung über den Binomischen Lehrsatz und erhielt daraufhin den Lehrstuhl an einer der kleineren englischen Universitäten. Bald aufkommende Verleumdungen zwangen Moriarty zur Aufgabe des Lehrstuhls, um als militärischer Berater nach London zu gehen. In der Metropole baute er ein umfassendes Verbrechersyndikat auf, in dessen Zentrum er „wie die Spinne in ihrem Netz“ saß, das Zittern jedes einzelnen der unzähligen Fäden registrierend. Holmes machte ihn für die Organisation der Hälfte aller Verbrechen in London verantwortlich und „von nahezu allem, was ungeklärt bleibt“. Moriartys offizielles Salär belief sich auf 700 Pfund Sterling im Jahr, seine enormen Einnahmen aus Verbrechen ermöglichten ihm jedoch, seiner ausführenden Hand Sebastian Moran ein Jahresgehalt von nicht weniger als 6000 Pfund zu zahlen (gemäß einem von Gisbert Haefs proportionierten Multiplikator wäre der heutige Wert über 460.000 Euro. Zum Vergleich: das Jahreseinkommen des britischen Lordkanzlers belief sich im Jahr 1900 auf 4000 Pfund). In Moriartys Diensten entwickelte der blinde deutsche Mechaniker Von Herder ein zerlegbares und ebenso präzises wie lautloses Luftgewehr.
Im Jahr 1891 gelang es Sherlock Holmes mehrfach, die Pläne Moriartys zu vereiteln und schließlich dessen Organisation zu sprengen. Der Professor entging jedoch seiner Verhaftung und verfolgte Holmes durch England, Frankreich, Belgien und die Schweiz, wo es am 4. Mai 1891 an den Reichenbachfällen nahe Meiringen zu einem Zweikampf kam, bei dem Moriarty in die Fälle hinabstürzte und zu Tode kam.
Moriarty war auch der Autor des Sachbuches Die Dynamik eines Asteroiden, das „in derartige Höhen der reinen Mathematik aufstieg, dass nicht einer aus der Fachpresse in der Lage war, es zu rezensieren“.

## Professor Moriarty abseits von Arthur Conan Doyle
Wie Sherlock Holmes selbst hat auch Professor Moriarty ein außergewöhnliches Nachleben entwickelt, doch anders als dieser hat er kein wirkliches Eigenleben. Moriarty (bei Doyle eher ein Enigma, das in lediglich zwei Geschichten eine Rolle spielt) bleibt eng mit Holmes verkettet, und kaum einer seiner Auftritte kommt ohne eine Referenz auf den großen Detektiv aus. Abgesehen von seiner Funktion des Erzbösewichts in Sherlock-Holmes-Pastiches oder im Kintopp, wo er einmal die Kronjuwelen stiehlt und ein anderes Mal mit den Nationalsozialisten gemeinsame Sache macht, befassen sich seit den 1970er-Jahren zunehmend mehr Autoren und Filmemacher mit den Möglichkeiten sowohl seiner Vergangenheit als auch seiner Zukunft.
In Nicholas Meyers Roman Kein Koks für Sherlock Holmes (1974, dem einzigen Pastiche, das es auf die Bestsellerlisten schaffte) entpuppt er sich als Holmes’ früherer Hauslehrer und Liebhaber seiner Mutter, der lediglich in der drogenbenebelten Vorstellung seines einstigen Schülers zum kriminellen Genie mutiert. Es ist Sigmund Freud, der Holmes von diesem wahnhaften Zwang befreit. Auch in dem von Chris Columbus geskripteten Film Das Geheimnis des verborgenen Tempels (1985), der eine gemeinsame Schulzeit von Holmes und Watson schildert, ist er der – allerdings verehrte – Lehrer des pubertierenden Detektivs. Unter dem Namen Rathe erteilt er Holmes tagsüber wertvolle Ratschläge fürs Leben, während er des Nachts als Anführer einer ägyptischen Sekte Rache für die Schändung eines Grabmals sucht. Erst am Ende des Films nimmt er den Namen Moriarty an.
Eher im Geiste Meyers verfolgen Der letzte Sherlock-Holmes-Roman (1978) von Michael Dibdin und das 1988 mit Jeremy Brett in der Hauptrolle uraufgeführte Theaterstück The Secret of Sherlock Holmes von Jeremy Paul die Theorie, Moriarty sei nichts weiter als das Produkt einer schizophrenen Verfassung Holmes’, gestützt durch die Tatsache, dass in Doyles Kanon nur zwei Figuren dem Professor wirklich begegnen – nämlich Holmes selbst und Inspektor MacDonald, der ihn lediglich im Halbschatten zu sehen bekommt, was die Möglichkeit eröffnet, dies sei Holmes in Verkleidung gewesen.
Zu den Vorgängen an den Reichenbachfällen gibt es eine Anzahl alternativer Versionen abseits von denen Doyles, Dibdins und Pauls. John Edmund Gardner schildert in Moriarty (1973), der Napoleon des Verbrechens und der große Detektiv hätten ein Abkommen getroffen, künftig die Wege des jeweils anderen zu meiden. Entsprechend spielt Holmes in diesem Roman und dessen Fortsetzung The Revenge of Moriarty (1975) nur eine untergeordnete Rolle.
Robert Lee Halls Exit Sherlock Holmes (1977) bedient sich der äußerlichen Ähnlichkeit zwischen Moriarty und Holmes auf einer Illustration Sidney Pagets und schildert die Antagonisten als geklonte Zeitreisende aus dem 24. Jahrhundert, die sich nach der Rückkehr aus der Schweiz ein letztes Duell auf einer Theaterbühne liefern, bevor es Holmes gelingt, den genialen Verbrecher dank seines getreuen Watson zu überwältigen und in die eigene Zeit zurückzubringen.
In Die Erdbebenmaschine (ebenfalls 1977), einem Roman von Austin Mitchelson und Nicholas Utechin (dem Herausgeber des Sherlock Holmes Journal), hat Moriarty den Sturz in die Reichenbachfälle mit schwersten Verletzungen überlebt. Als Antrieb für seine Armprothesen entdeckt und entwickelt er die Kernenergie, die er auch in Form einer Atombombe für seine finsteren Rachepläne nutzen will. Ein Meisterschuss Dr. Watsons auf dem Bahnhof von Kings Cross schaltet ihn in letzter Sekunde aus. In dem Buch treten zahlreiche Charaktere aus dem Doyle’schen Holmes-Kanon auf, zusätzlich die Tochter von Irene Adler, die russische Zarenfamilie, Rasputin und sein Mörder Jussupoff und der junge Winston Churchill.
Auch in dem 2014 erschienenen Roman Der Fall Moriarty von Anthony Horowitz überlebt Moriarty den Kampf an den Reichenbachfällen. Es handelt sich dort aber um einen Trick, um kriminellen Widersachern aus den USA, die sein Verbrecherimperium mittels Terrormethoden übernommen haben, zu entgehen und sich zu rächen. Er schlüpft in die Rolle eines Pinkerton-Agenten, um den Scotland-Yard-Inspektor Athelny Jones, der den Tod von Holmes untersucht, für seine Zwecke zu instrumentalisieren. Zum Schluss reist er nach New York, um dort das kriminelle Imperium seines letztlich besiegten Widersachers zu übernehmen.
Ebenfalls 2014 wird die Vorgeschichte des Zweikampfes von Holmes und Moriarty von der Autorin Annelie Wendeberg in 4 Romanen dargestellt (Teufelsgrinsen, Tiefer Fall, Die lange Reise, Der irische Löwe). Hiernach begegnet eine junge Frau, Anna Kronberg, die lange als Mann verkleidet gelebt sowie Medizin studiert und als Arzt praktiziert, Holmes, der sich mit ihr verbunden fühlt. Nachdem sie mit Holmes Menschenversuche zu medizinischen Zwecken vereitelt hat, entführt Prof. Moriarty, der hinter der Angelegenheit steht, sie und zwingt sie, die Versuche mit tödlichen Krankheiten zum Zwecke der biologischen Kriegsführung fortzusetzen. Sie verliebt sich scheinbar in Moriarty, verrät diesen jedoch an Holmes, was letztlich zum Kampf an den Reichenbachfällen führt.
In dem 1994 erschienenen Roman Die Gehilfin des Bienenzüchters (Autorin: Laurie R. King) nutzt die Tochter des verstorbenen Professors Moriarty dessen kriminelle Infrastruktur dazu, sich an dem 1918 im Ruhestand befindlichen Holmes und dessen junger Gefährtin Mary Russell zu rächen, scheitert aber letztlich.
In dem Disney-Zeichentrickfilm Basil, der große Mäusedetektiv (1986), basierend auf einer erfolgreichen Kinderbuchserie von Eve Titus, wurde das Sherlock-Holmes-Universum auf den Mikrokosmos der Nagetiere übertragen. Professor Moriarty wird dort durch eine große Ratte namens Professor Ratigan (dt. „Rattenzahn“) verkörpert und im Originalton von Vincent Price gesprochen, der auch Ratigans Aussehen und das mimische und gestische Repertoire entscheidend beeinflusst hat. Es gibt einen Kurzauftritt des „echten“ Sherlock Holmes unter Verwendung der Stimme von Basil Rathbone.
In dem von Martin Powell geskripteten und von Seppo Makinen gezeichneten Comic Scarlet in Gaslight (1988) werden die Ereignisse aus Doyles Erzählung Das letzte Problem und dem Roman Dracula von Bram Stoker miteinander verknüpft und es ist letztlich der König der Vampire, der Moriarty in den Schlund des Wasserfalls hinabschleudert und vernichtet.
In Das Mandala des Dalai Lama (1999) von Jamyang Norbu entpuppt sich Moriarty weniger als Mathematiker denn als Metaphysiker, als eine Art indischer Hexer, der während des Absturzes in der Schweiz sein einstmals verlorenes Gedächtnis wiedergefunden, aber körperliche Unversehrtheit und gute Manieren eingebüßt hat und nun nach „absoluter Macht“ greifen will. Das Buch bedient sich Rudyard Kiplings Hurree Chunder Mookerjee (aus Kim) als Erzähler, wird aber letztlich dem Universum der Indiana-Jones-Filme gerechter als dem poetisch-atmosphärischen Kosmos seiner literarischen Vorlagen.
Frogster Interactive publizierte im November 2006 das Adventure-Spiel Sherlock Holmes: Die Spur der Erwachten für PC. In diesem Abenteuer, basierend auf Conan Doyles Vorlagen und dem Fundus der Erzählungen Howard Phillips Lovecrafts, führen die Ermittlungen Holmes und Watson erneut in die Schweiz. Während seiner verdeckten Ermittlungen in der Klinik „Das schwarze Edelweiss“ fällt Holmes die Krankenakte eines namenlosen Patienten in die Hände, den man schwer verletzt aus einem Fluss gezogen hat und der – obschon unter Gedächtnisverlust leidend – einen sehr wachen Verstand zu haben scheint. Als Holmes später auf diesen Patienten trifft, stellt sich heraus, dass es sich um Moriarty handelt, der den Sturz in die Reichenbach-Schlucht zwar überlebt hat, aber nur noch ein Schatten seiner selbst ist.
Schon bevor Computerspiele die Welten Conan Doyles und Lovecrafts miteinander vermengten, gab es entsprechende literarische Versuche. Professor Moriarty und seine rechte Hand Colonel Moran entpuppen sich als die Protagonisten in Neil Gaimans Erzählung Eine Studie in Smaragdgrün (2003). Als Detektive im Dienste Ihrer Majestät ermitteln sie hinsichtlich der Aktivitäten eines Anarchisten, der sich des Pseudonyms „Rache“ bedient (Holmes). Die Geschichte geht von einer Parallelwelt-Prämisse aus, in der Großbritannien – Albion – von den Großen Alten beherrscht wird und die Königin eine außerirdische Entität ist. Gaiman gewann für diese Geschichte 2004 den renommierten Hugo Award für die beste Kurzgeschichte und 2005 den Locus Award für die beste Novelle.
In der Science-Fiction-Fernsehserie Star Trek – The Next Generation (deutsch: Raumschiff Enterprise: Das nächste Jahrhundert) tritt Professor Moriarty – gespielt von Daniel Davis – in zwei Episoden als Figur in einer Holodeck-Simulation (einer künstlichen Realität) an Bord des Raumschiffs Enterprise auf. Hier ist er zunächst ein ans Holodeck gebundenes, jedoch anfassbares Hologrammbild in einem Abenteuer des Sherlock Holmes darstellenden Androiden Data. Moriarty erkennt jedoch, da er – durch einen Formulierungsfehler von Geordi Laforge – als ein Data (und nicht Holmes) ebenbürtiger Gegner erschaffen wurde, dass seine Existenz künstlicher Natur ist, und versucht, mittels seines durch den Bordcomputer erzeugten überragenden Verstandes das Raumschiff unter Kontrolle zu bringen und so die Besatzung zu zwingen, ihm ein Weiterleben in der realen Welt zu ermöglichen. Schließlich wird er nach Verhandlungen mit Captain Picard getäuscht und in einem Holokristall-Datenspeicher isoliert und erlebt dort künftig seine Abenteuer weiter. Ein weiteres Mal tritt Moriarty in einer Episode der Nachfolgeserie Star Trek: Picard in Erscheinung.
In Sherlock, einer BBC-Fernsehserie, die Conan Doyles Kanon in der Gegenwart reimaginiert, ist der Name und das Attribut des kriminellen Meisterhirns die einzige verbliebene Verbindung zur literarischen Schöpfung. Jim Moriarty ist dort ein sehr junger, impliziert homosexueller, im Gebaren übertrieben hysterischer, aber hochintelligenter psychopathischer Räuber und Mörder, der ausschließlich zum persönlichen Vergnügen mit Sherlock Holmes in Wettstreit tritt und aus einer Art Hassliebe dessen Vernichtung herbeiführen will.
In der US-Fernsehserie Elementary sind Irene Adler und Jamie(!) Moriarty ein und dieselbe Person. Unter dem ersten Namen hatte sie eine vermeintliche Liebesbeziehung mit Holmes, der nach ihrem vorgetäuschten Tod der Rauschgiftsucht anheimfällt.
In dem US-amerikanisch-britisch-deutscher Abenteuer-Thriller Sherlock Holmes (2009) des Regisseurs Guy Ritchie. Der Film verwendet Figuren der Sherlock-Holmes-Reihe von Arthur Conan Doyle. Die Rolle des Holmes wird von Robert Downey Jr. übernommen, seinen Assistenten Dr. Watson spielt Jude Law. Der Film gipfelt ebenfalls mit dem großen Showdown in der Schweiz. Nach dem Schachspiel, das Holmes gewinnt, kommt er zum Ergebnis, dass er auf Grund seiner Schulterverletzung den Kampf nicht gewinnen kann und er so oder so sterben wird. Nachdem Moriarty äußert, dass er nach Holmes Tod Watson und dessen Frau töten wolle, reißt Holmes Moriarty (in logischer Konsequenz) vor den Augen von Watson (der gerade durch die Tür kommt) in den Reichenbachfall.
Die Manga-Reihe "Moriarty the Patriot" (OT: Yûkoku no Moriarty, 2016-...) von Ryōsuke Takeuchi und Hikaru Miyoshi wird zunächst auf Basis der spärlichen Fakten aus dem Holmes-Kanon die Vorgeschichte von Moriarty sowie dessen Brüdern erzählt. Als Erwachsene gründen die Moriartys mit einigen Gleichgesinnten eine Gruppe "Ritter der Gerechtigkeit" im Untergrund, die ihre ehrgeizigen Ideale (u. a. Sturz des Ständesystems) auf meist nicht legalem Wege durchzusetzen versucht. In der Serie tauchen neben Holmes und Watson auch einige Nebencharaktere des Holmes-Kanons auf. Ebenfalls wird dort angedeutet, dass Moriarty den eigenen Tod (mit Sherlock Holmes Hilfe) vorgetäuscht hat. Am Ende der Serie beginnt Watson die Abenteuer von Sherlock Holmes niederzuschreiben, allerdings mit dem Versprechen Moriarty als kaltherzigen Verbrecher darzustellen, eben so, wie Moriarty es sich gewünscht hatte. 

## Professor Moriarty abseits von Sherlock Holmes
In Philip José Farmers Das echte Log des Phileas Fogg (1973) ist Professor Moriarty nicht nur mit Kapitän Nemo identisch, sondern überdies ein Außerirdischer, der sich in der zweiten Hälfte des 19. Jahrhunderts mit Phileas Fogg, einem konkurrierenden Extraterrestrier, misst. Die Idee, Moriarty und Nemo seien dieselbe Person gewesen, wurde erstmals in dem Essay Ein tauchfähiger Zufluchtsort, oder: Was zu beweisen wäre des Sherlockianers Professor H. W. Starr von 1959 abgehandelt, das sich als Nachdruck im Anhang zu Farmers Roman befindet.
In der Hörspiel-Erzählung A Shambles in Belgravia von Kim Newman, die im Januar 2005 von der BBC ausgestrahlt wurde, verknüpft der Autor eine Idee aus Doyles Ein Skandal in Böhmen mit Anthony Hopes Der Gefangene von Zenda. Als Erzähler der Geschichte, in der es Irene Adler gelingt, Professor Moriarty zu überlisten, fungiert Colonel Sebastian Moran. Im Grunde handelt es sich um ein amüsantes Vexierspiel mit Doyles Vorlage, mit Moriarty und Moran als dunklen Spiegelbildern der (unerwähnt bleibenden) Lichtgestalten Holmes und Watson. Newman hat im Verlauf der Jahre einige Moriarty/Moran-Erzählungen veröffentlicht, die schließlich 2011 in The Hound of the d’Urbervilles veröffentlicht wurden. Hier taucht dann auch Sherlock Holmes als „The Thin Man“ (im Gegensatz zu Mycroft Holmes, „The Fat Man“) in den letzten beiden Geschichten auf, wobei Newman eine alternative Auflösung für die Ereignisse an den Reichenbachfällen findet. Auch Moriartys Brüder James und James, der Colonel und der Stationsvorsteher, treten auf.
In dem Comic Die Liga der außergewöhnlichen Gentlemen (1999) von Alan Moore und Kevin O’Neill, ist Moriarty alias „M“ gleichzeitig Leiter des militärischen Geheimdienstes wie auch Lenker einer staatlich kontrollierten Unterwelt, der den in einer Rückblende geschilderten Sturz in die Reichenbachfälle überlebt hat. Er beauftragt die Bildung der titelgebenden Liga unter Leitung von Mina Murray (aus Stokers Dracula), die sich aus Jules Vernes Kapitän Nemo, Henry Rider Haggards Allan Quatermain, Robert Louis Stevensons Dr. Henry Jekyll alias Edward Hyde und H. G. Wells’ Dr. Griffin (aus Der Unsichtbare) zusammensetzt, und initiiert eine Luftschlacht über dem viktorianischen London, um seinen kriminellen Gegenspieler Dr. Fu Manchu zu vernichten. In Moores Comic vermutet die Anführerin der Liga, Mina Murray, dass es sich bei „M“ um Mycroft handelt. In der sehr freien und hinsichtlich des Respekts vor den literarischen Vorbildern eher freizügigen Verfilmung der Liga der außergewöhnlichen Gentlemen hat Prof. Moriarty die Rolle des Antagonisten inne, der anscheinend Sherlock Holmes umgebracht hat und durch das gegenseitige Ausspielen der europäischen Großmächte einen Weltkrieg heraufbeschwören will. Moriarty benutzt dabei gleich drei Decknamen, zum einen „M“ (wie im Comic) und zum anderen „Das Phantom“, und schließlich gibt er sich als (eher magerer) Mycroft Holmes aus.
Eine der ungewöhnlichsten, gleichzeitig jedoch berühmtesten Variationen Moriarty’scher Alternativ-Existenz findet sich in T. S. Eliots Gedichtsammlung Old Possum’s Book of Practical Cats aus dem Jahre 1939. Darin wird Macavity geschildert, ein magerer Verbrecher-Kater mit tiefliegenden Augen und hoher Stirn, der den Kopf wie eine Schlange hin- und herpendeln lässt und nach außen respektabel auftritt. Im letzten Satz lässt Eliot schließlich endgültig die Katze aus dem Sack und bezeichnet Macavity als den „Napoleon des Verbrechens“. Macavity: The Mystery Cat findet sich auch als Lied im von Andrew Lloyd Webber komponierten Musical Cats, einer Adaption der Eliot-Gedichtsammlung.
Im Science-Fiction-Roman At All Costs (2008) des US-amerikanischen Schriftstellers David Weber (aus einer Buchserie um die fiktive Heldin Honor Harrington) wird ein Raketenkontrollsystem namens Moriarty eingeführt.
In dem Roman Unterwegs des amerikanischen Schriftstellers Jack Kerouac gibt es eine Figur namens Dean Moriarty, nach der sich die Band Moriarty benannt hat.
Nach der Figur des Professors und wohl nicht zuletzt in Reminiszenz an sein magnum opus ist der Asteroid (5048) Moriarty benannt worden.
In der US-Fernsehserie Dr. House schießt im Finale der 2. Staffel ein Mann namens Moriarty House an. Die Figur des Dr. House ist an Sherlock Holmes angelehnt.
In dem Videospiel Fallout 3 von Bethesda Softworks gibt es eine Person in der Stadt Megaton, die Moriarty heißt.
In dem Erzählband Die Känguru-Chroniken von Marc-Uwe Kling eröffnet der Ich-Erzähler mit seinem Mitbewohner – einem kommunistischen Känguru – eine Detektiv-Agentur. Nach einiger Zeit zieht ein neuer Nachbar ein: ein Pinguin namens J. Moriarty.
In der Romanreihe Das Erbe der Macht von Andreas Suchanek taucht Professor Moriarty in Band 9 als einer der unsterblichen Schattenkrieger auf.
In dem Massen-Mehrspieler-Online-Rollenspiel Wizard101 taucht die Figur Miauriarty als Endgegner der Welt Marleybone auf. Die von Katzen und Hunden bewohnte Welt ist an das London des 19. Jahrhunderts angelehnt und wird von dem kriminellen Genie Miauriarty bedroht, dessen Gegenspieler der berühmte Hunde-Detektiv Sherlock Bones ist.
In dem Comic Moriarty Lives! bleibt Moriarty nach seinem vermeintlichen Tod an den Reichenbachfällen in der Schweiz, wo er den reichen Tyrannen Bombastus von Hohenheim ausrauben will, der sich für unangreifbar hält und beispielsweise aus Sadismus Opfern das Herz heraus operiert. Unterstützt wird er dabei von einem kleinen Jungen namens Udo, der seinen Vater rächen will und mit der Zeit Moriartys Schüler wird. Nach langer Planung gelingt es Moriarty, seinen mit einem Handschuh, der elektrische Blitze verschießt, bewaffneten Rivalen zu töten, indem er ihm eine Flasche Wasser entgegenwirft, wodurch Von Hohenheim sich selbst kurzschließt. Auf Udos Frage, was er nun tun werde, meint Moriarty, dass er nach London reisen könnte, da er glaube, dass außer ihm noch ein „alter Freund“ (Sherlock Holmes) den Sturz in die Reichenbachfälle überlebt hat.

## Professor Moriarty in Film und Fernsehen
- 1911: Sherlock Holmes contra Professor Moriarty, Serie 1: Der Erbe von Bloomrod (D) – Regie Viggo Larsen – Paul Otto als Prof. Moriarty
- 1916: Sherlock Holmes (USA) – Regie Arthur Berthelot – Ernest Maupain als Prof. Moriarty
- 1916: The Valley of Fear (GB) – Regie Alexander Butler (unbestätigt) – Booth Conway als Prof. Moriarty
- 1922: Sherlock Holmes (USA) – Regie Albert Parker – Gustav von Seyffertitz als Prof. Moriarty (in Großbritannien unter dem Titel Moriarty aufgeführt)
- 1923: The Last Adventures of Sherlock Holmes: The Final Problem (GB) – Regie George Ridgwell – Percy Standing als Prof. Moriarty
- 1929: The Return of Sherlock Holmes (GB) – Regie Basil Dean – Harry T. Morey als Prof. Moriarty
- 1931 The Sleeping Cardinal (GB) – Regie Leslie S. Hiscott – Norman McKinnel als Prof. Robert (sic!) Moriarty
- 1932: Sherlock Holmes – Regie William K. Howard – Ernest Torrence als Prof. Moriarty
- 1934: The Triumph of Sherlock Holmes (GB) – Regie Leslie S. Hiscott – Lyn Harding als Prof. Moriarty
- 1937: Silver Blaze (GB) – Regie Thomas Bentley – Lyn Harding als Prof. Moriarty
- 1939: Die Abenteuer des Sherlock Holmes (The Adventures of Sherlock Holmes) (USA) – Regie Alfred Werker – George Zucco als Prof. Moriarty
- 1942: Die Geheimwaffe (Sherlock Holmes and the Secret Weapon) (USA) – Regie Roy William Neill – Lionel Atwill als Prof. Moriarity (sic!)
- 1945: Die Frau in Grün, alternativer Titel: Die weiße Blume des Vergessens (The Woman in Green) (USA) – Drehbuch: Bertram Millhauser, Regie: Roy William Neill – Henry Daniell als Prof. Moriarity (sic!)
- 1962: Sherlock Holmes und das Halsband des Todes (BRD) – Drehbuch: Curt Siodmak – Regie Terence Fisher – Hans Söhnker als Prof. Moriarty
- 1975: Sherlock Holmes’ cleverer Bruder (The Adventure of Sherlock Holmes’ Smarter Brother) (USA) – Regie Gene Wilder – Leo McKern als Prof. Moriarty
- 1976: Kein Koks für Sherlock Holmes (The Seven Per-Cent Solution) (USA) – Regie Nicholas Meyer – Laurence Olivier als Prof. Moriarty
- 1976: Sherlock Holmes in New York (USA) (Fernsehfilm) – Regie Boris Sagal – John Huston als Prof. Moriarty
- 1980: Die Abenteuer von Sherlock Holmes und Dr. Watson (Priklyucheniya Sherloka Kholmsa i doktora Vatsona) (RUSS) (Fernsehepisode) – Regie Igor Maslennikow – Wiktor Jevgrafow als Prof. Moriarty
- 1981: Sherlock Holmes (USA) (Fernsehfilm) – Regie Peter H. Hunt – George Morfogen als Prof. Moriarty
- 1982: Sherlock Holmes (F) – Regie Jean Hennin – François Maistre als Prof. Moriarty
- 1983: Auf den Spuren von Sherlock Holmes: Der geflügelte Skarabäus (The Baker Street Boys: The Adventure of the Winged Scarab) (GB) (Fernsehepisode) – Regie Marilyn Fox – Colin Jeavons als Prof. Moriarty
- 1984: Die Abenteuer von Sherlock Holmes: Die Liga der rothaarigen Männer (The Adventures of Sherlock Holmes: The Red-Headed League) (GB) (Fernsehepisode) – Regie John Bruce – Eric Porter als Prof. Moriarty
- 1984: Die Abenteuer von Sherlock Holmes: Sein letzter Fall (The Adventures of Sherlock Holmes: The Final Problem) (GB) (Fernsehepisode) – Regie Alan Grint – Eric Porter als Prof. Moriarty
- 1985: Das Geheimnis des verborgenen Tempels (Young Sherlock Holmes) (USA/GB) – Regie Barry Levinson – Anthony Higgins als Prof. Rathe alias Prof. Moriarty
- 1986: Die Wiederkehr von Sherlock Holmes: Das leere Haus (The Return of Sherlock Holmes: The Empty House) (GB) (Fernsehepisode) – Regie Howard Baker – Eric Porter als Prof. Moriarty
- 1988: Genie und Schnauze (Without a Clue) (GB/USA) – Regie Thom Eberhardt – Paul Freeman als Prof. Moriarty
- 1988: Raumschiff Enterprise – Das nächste Jahrhundert: Sherlock Data Holmes (Star Trek – The Next Generation: Elementary, Dear Data) (USA) (Fernsehepisode) – Regie Rob Bowman – Daniel Davis als Prof. Moriarty
- 1990: Sherlock Holmes muß sterben (Hands of a Murderer) (USA) (Fernsehfilm) – Regie Stuart Orme – Anthony Andrews als Prof. Moriarty
- 1993: Raumschiff Enterprise – Das nächste Jahrhundert: Das Schiff in der Flasche (Star Trek – The Next Generation: Ship in a Bottle) (USA) (Fernsehepisode) – Regie Alexander Singer – Daniel Davis als Prof. Moriarty
- 1993: The Hound of London (CAN) (Fernsehfilm) – Regie Gil Letourneau & Peter Reynolds-Long – Jack Macreath als Prof. Moriarty
- 2002: Sherlock (GB) (Fernsehfilm) – Regie Graham Theakston – Vincent D’Onofrio als Moriarty (ohne „Prof.“ in der englischen Version)
- 2002: Detective Conan Movie 6 Das Phantom der Baker Street
- 2003: Die Liga der außergewöhnlichen Gentlemen (The League of Extraordinary Gentlemen) (USA/D/GB/CZ) – Regie Stephen Norrington – Richard Roxburgh als Prof. Moriarty
- 2009: Sherlock Holmes (USA/GB) – Regie Guy Ritchie (kurzer Auftritt, bei dem man nicht das Gesicht sieht, aber die Stimme hört)
- 2010: Sherlock (GB) (Fernsehserie) – Regie Paul McGuigan – Andrew Scott als James "Jim" Moriarty
- 2011: Sherlock Holmes: Spiel im Schatten (USA/GB) – Regie Guy Ritchie – Jared Harris als Professor James Moriarty
- 2013: Elementary – Episoden 12, 21, 22, 23 und 24 der Staffel 1, Episode 12 der Staffel 2
- 2015: The Quest – Die Serie (USA) – Episoden 1, 2, 5, 9 und 10 der Staffel 2 – David S. Lee als Prof. Moriarty
- 2020: Yuukoku no Moriarty (JPN) (Anime) – Autor Ryōsuke Takeuchi & Illustrator Hikaru Miyoshi
- 2023: Star Trek: Picard: Die Bounty (Star Trek: Picard: The Bounty) (USA) (Fernsehepisode) – Regie Dan Liu – Daniel Davis als Prof. Moriarty

### Primärliteratur
- Sir Arthur Conan Doyle: Die Memoiren des Sherlock Holmes – Das letzte Problem, Haffmans 1985, ISBN 3-251-20105-0.
- Sir Arthur Conan Doyle: Die Rückkehr des Sherlock Holmes – Das leere Haus, Haffmans 1985, ISBN 3-251-20106-9.
- Sir Arthur Conan Doyle: Das Tal der Angst, Haffmans 1986, ISBN 3-251-20103-4.

### Sekundärliteratur
- William S. Baring-Gould: Sherlock Holmes: Die Biographie des großen Detektivs aus der Baker Street. Deutsche Verlags-Anstalt 1978, ISBN 3-421-01861-8.